# St. Johannes der Täufer (Niederneuching)

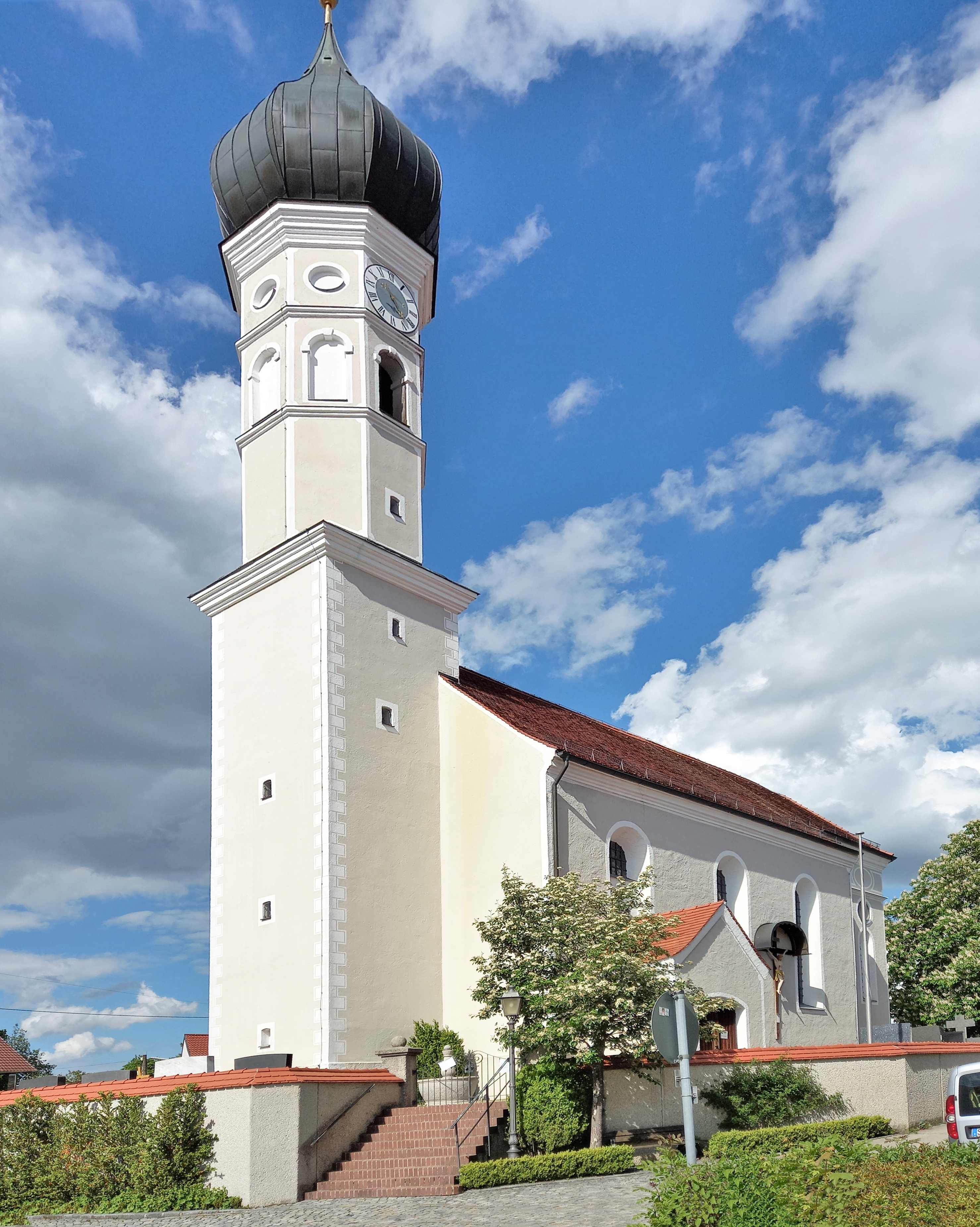
St. Johannes der Täufer in Niederneuching

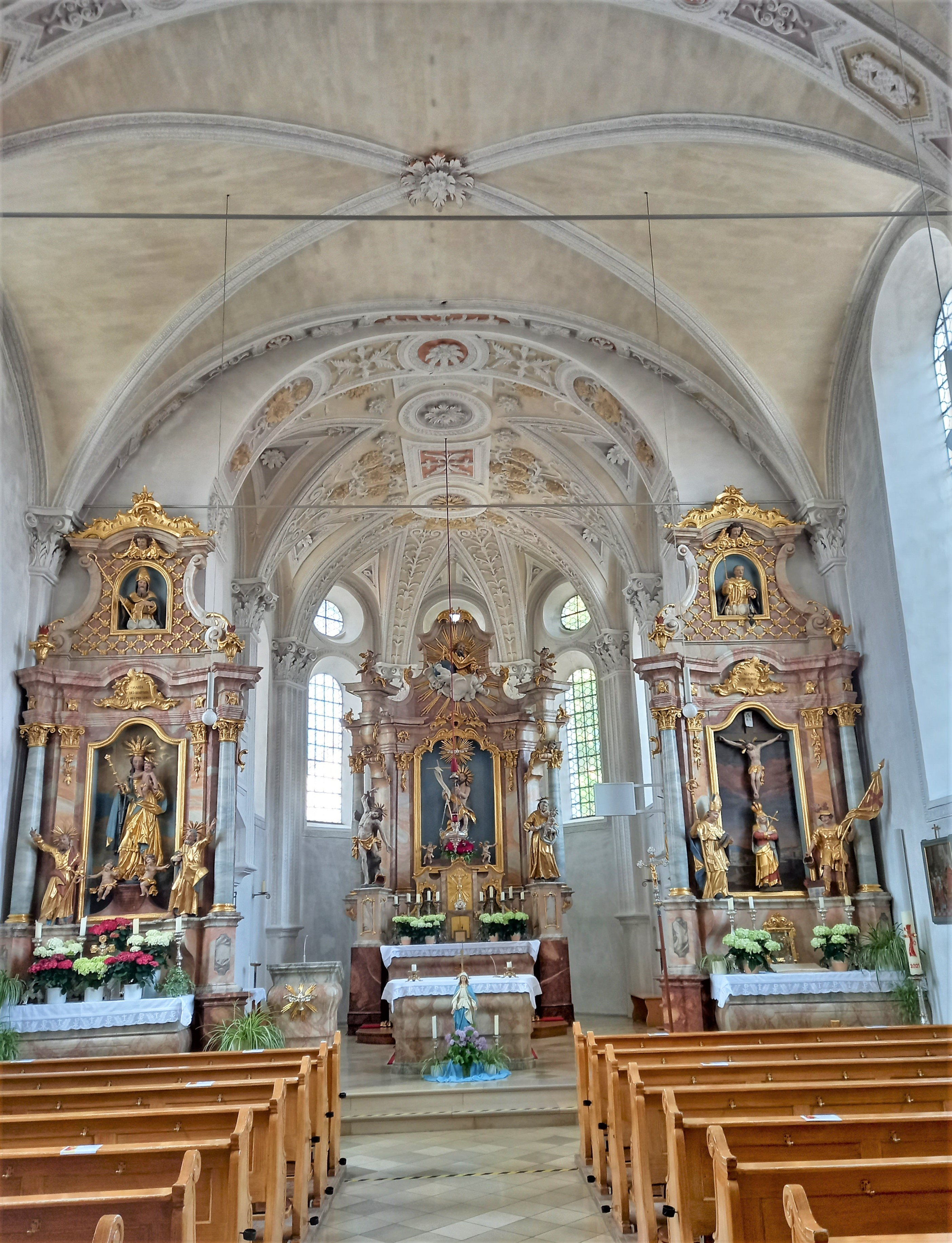
Innenraum

Die römisch-katholische Filialkirche St. Johannes der Täufer steht in Niederneuching, einem Gemeindeteil von Neuching im oberbayerischen Landkreis Erding. Sie ist in der Liste der Baudenkmäler in Neuching als Baudenkmal unter der Nr. D-1-77-131-4 eingetragen. Die Kirche gehört zum Dekanat Erding im Erzbistum München und Freising.

## Beschreibung
Die barocke Saalkirche wurde in der Zeit von 1690 bis 1693 nach einem Entwurf von Hans Kogler errichtet. Sie besteht aus dem Langhaus, dem eingezogenen, dreiseitig geschlossenen Chor im Osten und einem Vorbau an der Südwand des Langhauses. Die Sakristei an der Nordwand des Chors stammt vom spätgotischen Vorgängerbau wie auch die unteren quadratischen Geschosse des Fassadenturms im Westen. Die achteckigen Obergeschosse des mit einer Zwiebelhaube bedeckten Turms enthalten die Uhr und den Glockenstuhl. 
Der Innenraum des Langhauses ist mit einem Kreuzgewölbe überspannt, der des Chors mit einem Tonnengewölbe. Der Hochaltar stammt aus der Zeit um 1765 und wird Christian Jorhan dem Älteren zugeschrieben. In der großen zentralen Nische steht eine Skulptur Johannes des Täufers, daneben stehen Statuen des heiligen Sebastian und des Antonius von Padua. Die Figuren auf dem linken Seitenaltar sind Maria, die Muttergottes, zwischen den Heiligen Petrus und Paulus, rechts Maria als Schmerzensmutter mit einem Schwert in der Brust unter dem Kreuz zwischen Ulrich und Florian.
Die Orgel wurde 1999 von Maximilian Offner gebaut. Sie hat 14 Register auf zwei Manualen und Pedal. Spiel- und Registertraktur sind mechanisch.